# Sastav Reka
Sastav Reka (cyr. Састав Река -) – wieś w Serbii, w okręgu jablanickim, w gminie Crna Trava. W 2011 roku liczyła 30 mieszkańców.